# Uche Nwofor
Uche Nwofor est un footballeur nigérian, né le 17 septembre 1991 à Lagos. Il évolue au poste d'attaquant.

## Biographie

### En club
Auparavant, il était sans club depuis un an après avoir quitté les Slovaques de l'AS Trencin pour lesquels il avait inscrit un but en douze matchs. Avant cela, il a évolué au Portugal à Boavista pour qui il n'a marqué qu'un seul but en cinq matchs, après une précédente expérience en Belgique avec Lierse où il avait marqué deux buts en onze matchs.
Sa meilleur période qui correspond à sa présence en sélection était quand il évoluait aux Pays-Bas avec le VVV Venlo et notamment la saison 2012/2013 où il marque dix buts.
Le joueur formé à Shooting Stars et passé par Enugu Rangers a donc signé un contrat de deux ans avec la JS Kabylie. À la recherche de la perle rare en attaque comme la plupart des clubs algériens, la JS Kabylie vient de mettre la main sur l'international nigérian Uche Nwofor.

### En sélection
Il compte 9 sélections pour 3 buts avec les Super Eagles entre 2010 et 2014 
Avec le Nigeria il a inscrit un doublé contre l'Afrique du Sud en 2013 et un autre en 2014 contre l'Ecosse. Il faisait partie de la liste des 23 pour disputer la Coupe du monde 2014 au Brésil.

## Palmarès

### En club
Vierge

### En sélection
- Nigeria -20 ans
  - Vainqueur de la Coupe d'Afrique des nations junior 2011.

### Distinctions personnelles
- Meilleur buteur de la Coupe d'Afrique des nations junior 2011. (4 buts en 5 matchs)